# Балдани, Георгий
Георгий Балдани (Бальдани) — греческий и русский поэт-одописец XVIII столетия.

## Биография
Ученик Греческой гимназии, учрежденной в 1775 году в Санкт-Петербурге. Сочинил на греческом языке 4 оды, которые сам же перевёл на русский:
- 1) «Ода её императорскому величеству государыне Екатерине II, самодержице всероссийской, истинной покровительнице греков, сочиненная на еллиногреческом языке, Греческой гимназии учеником Георгием Балдани, а с оного им же на российские стихи переложенная» (СПб., изд. Императорской академии наук, 1779, 15 с.)
- 2) «Ода на благополучнейшее и радостнейшее рождение великого всероссийского князя Константина Павловича, всеусерднейше приносимая Георгием Балдани» (СПб., изд. Императорской академии наук, 1779, 11 с.)
- 3) «Ода на всеобщее россам и грекам всерадостное торжество тезоименитства великого всероссийского князя Константина Павловича мая 21 дня, 1781 года / Всеусердно приносит Георгий Балдани» (СПб., изд. Императорской академии наук, 1781, 13 с.)
- 4)  «Ода на день рождения еяё императорского величества Екатерины II самодержицы всероссийской апреля 21 дня 1782 года» (СПб., изд. Императорской академии наук, 1782, 7 с.)

Кроме того, Балдани перевел на греческий язык «Оду» В. Петрова князю Потёмкину:
- «Ода его светлости князю Григорию Александровичу Потемкину, / Сочиненная на российском языке г. Василием Петровым, а с оного на еллиногреческие стихи переложенная Георгием Балдани в Санкт-Петербурге 1781 года» (СПб., изд. Императорской академии наук, 1781, 17 с.)

Оды эти служат отголоском тех восторженных мечтаний о восстановлении греческой государственности, которые зародились у греков в 1770-х годах, благодаря политике Потемкина и Чесменской битве. Основная тема од — мольба освободить Грецию от турецкого ига. Две из четырёх ода посвящены Константину, так как своего младшего внука Екатерина прочила на Константинопольский престол.